# Belenois anomala
Belenois anomala е вид пеперуда от семейство Pieridae. Видът не е застрашен от изчезване.

## Разпространение
Разпространен е в Йемен (Сокотра).